# سكوبي دو و مطاردة الإنترنت
سكوبي دو ومطاردة الانترنت هو فيلم كوميدي خيالي كوميدي أمريكي مباشر للفيديو أنتج عام 2001 ، والرابع في سلسلة من أفلام الرسوم المتحركة المباشرة إلى الفيديو على أساس امتياز سكوبي دو . تم إصداره في 9 أكتوبر 2001. الفيلم من إنتاج شركة هانا-باربيرا للإنتاج. على الرغم من أن جوه أكثر كآبة ، إلا أنها يتمتع أيضًا بنبرة أفتح ، على غرار سابقه، سكوبي دو والغزاة الفضائيين .
هذا هو أخر إنتاج لـ هانا-باربيرا الذي يتم إنتاجه من قبل كل من ويليام هانا وجوزيف باربيرا قبل وفاة هانا في 22 مارس 2001 وتم تكريسه في ذاكرته. إنه أيضًا الفيلم الرابع والأخير من فيلم Scooby-Doo المباشر إلى الفيديو الذي يتم تحريكه في الخارج بواسطة استوديو الرسوم المتحركة الياباني Mook Animation ، وأول فيلم يستخدم الحبر الرقمي والطلاء . هذا الفيلم مع ألوها سكوبي دو! ، كان جزءًا من أول أفلام Scooby-Doo التي تم إعادة إصدارها على بلو راي في 5 أبريل 2011.
كان هذا أيضًا أول فيلم يعرض فيلم Gray DeLisle كصوت دافني بليك بعد وفاة ماري كاي بيرغمان في عام 1999. وكان أيضًا آخر فيلم عبر فيه سكوت إينيس عن سكوبي دو وشاجي ، بالإضافة إلى الفيلم الأخير حيث BJ عبر وارد عن فيلما.

## القصة
تزور شركة الألغاز. صديقها القديم وطالبها الجامعي ، إريك ، الذي دعاهم لمشاهدة لعبة كمبيوتر حائزة على جائزة صنعها بناءً على مغامراتهم والليزر عالي التقنية ، وكلاهما ينوي الدخول في معرض علوم بالحرم الجامعي . عند وصولهم ، خرج الفيروس الاكتروني الازرق من لعبة إريك وهاجمته قبل أن يدفعها أستاذه ، الأستاذ كوفمان ، بمغناطيس عالي القوة ، وقد كان يرعب الحرم الجامعي منذ ذلك الحين. أثناء التحقيق في المشتبه بهم المحتملين إريك ، كاوفمام ، بيل ، أفضل صديق لإريك ومبرمج محب للبيسبول ، وحارس أمن الحرم الجامعي الغاضب ، الضابط ويمبلي ، تصادف العصابة Phantom Virus قبل أن يستخدم شخص ما ليزر Eric لإرسالهم جميعًا إلى لعبته ،للخروج من اللعبة.
بعد الصعوبات الأولية في المستويات الثلاثة الأولى ، تتقدم العصابة بسرعة حتى تصل إلى المستوى النهائي ، حيث تلتقي بنسخ إلكترونية من نفسها. بعد الهروب من Phantom Virus ، كشفت العصابة الإلكترونية أنهم يعرفون مكان الصندوق الأخير لـ Scooby Snax ويقودون العصابة الأصلية إلى مدينة ملاهي ، حيث يقاتلون الإصدارات الحقيقية من الوحوش التي واجهتها شركة Mystery سابقًا وكشف عنها. كمجرمين بشريين. في النهاية سكوبي دوتعمل مضاعفة الإنترنت على تشتيت انتباه Phantom Virus حتى يتمكن Scooby الأصلي من الاستيلاء على المربع الأخير من Scooby Snax ، وحذف Phantom Virus وإعادة العصابة إلى العالم الحقيقي. باستخدام القرائن المتعلقة بالبيسبول التي عثروا عليها وعبارات Phantom Virus المستخدمة أثناء مغامرتهم ، كشفوا أن Bill هو منشئها. بعد محاولة هروب فاشلة ، تم القبض عليه من قبل Wembley وكشف أنه يشعر بالغيرة من اختيار لعبة فيديو Eric لمعرض العلوم على الرغم من أنه كان في المدرسة لمدة عامين ، لذلك ابتكر Phantom Virus لإخافة إريك بعيدا والمطالبة بالجائزة المالية لنفسه. خوفًا من أن تكتشف شركة Mystery Inc. أنه قد صنع الفيروس ، قام بنقلهم إلى الفضاء الإلكتروني على أمل ألا ينجوا. بعد ذلك ، تذهب العصابة وإريك إلى مطعم محلي للاحتفال ولم شمل العصابة الإلكترونية.
في مشهد ما بعد الاعتمادات ، تخبر العصابة الجمهور عن الأجزاء المفضلة لديهم من الفيلم.

## التمثيل الصوتي
- الصوت الامريكي سكوت إينيس الصوت العربي حسان حمدان وشربل أيوب في دور سكوبي دو وشاجي روجرز

- الصوت الامريكي فرانك ويلكر الصوت العربي رودي قليعاني في دور فريد جونز
- الصوت الامريكي غراي ديلايل الصوت العربي شادن أبو دهن في دور دافني بليك
- الصوت الامريكي بي .جاي وارد الصوت العربي رالين داغر بدور فيلما دينكلي
- الصوت الامريكي جو ألاسكي الصوت العربي في دور الضابط ويمبلي
- الصوت الامريكي بوب بيرغن الصوت العربي في دور إريك ستوفر
- الصوت الامريكي توم كين الصوت العربي في دور البروفيسور كوفمان
- الصوت الامريكي ميكي كيلي الصوت العربي في دور بيل ماكليمور
- الصوت الامريكي غاري ستورجيس الصوت العربي فادي الرفاعي مثل الفيروس الوهمي

## الإنتاج
سكوبي دو وسايبر تشيس هي رابع أفلام سكوبي المباشرة إلى الفيديو ، وكانت الأخيرة للفريق الأصلي الذي عمل على أول أربعة أفلام. قاد الفريق ديفيس دوي ، وضم جلين ليوبولد ، وجيم ستينستروم ، ولانس فالك ، وآخرين. لقد اشتبكوا سابقًا مع مديري الاستوديو التنفيذيين الذين اقترحوا كتاب سيناريو خارجيين لفيلم سكوبي الثاني ، شبح الساحرة . بالنسبة إلى Cyber Chase ، كان الوضع هو نفسه: أوصى المديرون التنفيذيون مارك توروز ، وهو كاتب متعاقد بالفعل مع شركة Warner Bros. والذي كان لديه خبرة قليلة في الرسوم المتحركة. أنتج الطاقم أول فيلم سكوبي ، جزيرة الزومبي ، بالإضافة إلى الفيلم الثالث ، الغزاة الفضائيين، مع استقلالية تامة ، وأهينهم إصرار وارنر على استخدام نص Turosz. [2]
كان الفريق ينتقد بشكل خاص مسودة Turosz للسيناريو ، والتي ، وفقًا لفالك ، كانت تعتبر تراجعًا من حيث إمكانات الامتياز. لقد شعروا أن خطي وتيرتها كانت غير مرضية. بالإضافة إلى ذلك ، ورد أنه تم تنسيقه بشكل سيئ وغير معتاد على عملية الرسوم المتحركة. على سبيل المثال ، تضمن البرنامج النصي تحركات معقدة للكاميرا من المستحيل القيام بها بميزانيتها ، بالإضافة إلى عدد لا يحصى من المواقع التي من شأنها أن تكون مملة في التصميم. نتيجة لذلك ، انتقل الفريق الأصلي إلى مشاريع أخرى بعد الانتهاء من الفيلم. ميزة سكوبي التالية ، أسطورة مصاص الدماء ، تمت كتابتها أيضًا بواسطة Turosz. [2]
اقترح Stenstrum في البداية أنهم يستكشفون استخدام الممثلين في الحركة الحية للمشاهد التي يتم وضعها داخل لعبة الفيديو ، على الرغم من أن الفكرة سرعان ما تم إسقاطها. من بين الأفلام الأربعة الأولى ، يتميز Cyber Chase بأكبر مجموعة من اعتمادات فناني القصة المصورة ، حيث كان الفريق تحت قيود زمنية كبيرة ويحتاج إلى مساعدة إضافية. كان Cyber Chase أيضًا آخر فيلم من أفلام Scooby يعرض الرسوم المتحركة المنتجة في الاستوديو الياباني Mook Animation. [3]

## الاستقبال
على Rotten Tomatoes ، حصل الفيلم على نسبة موافقة تبلغ 60 ٪ بناءً على خمس مراجعات ، بمتوسط أخذ 5.8 / 10. [4] أعطت Common Sense Media الفيلم نجمتين من أصل خمسة ، قائلة ، "جيد لمحبي الامتياز ، لكن الكثير من الرسوم المتحركة معرضة للخطر على الأطفال الصغار." [5]

## وسائل الإعلام الرئيسية
تم إصدار Scooby-Doo و Cyber Chase في 9 أكتوبر 2001 لتنسيقات VHS و DVD . تشمل الميزات الإضافية على قرص DVD فيلمًا مدته عشر دقائق وراء الكواليس بعنوان "Making of Scooby-Doo and the Cyber Chase " ، والذي يتضمن مقابلات مع الممثلين الصوتيين للفيلم ؛ مقطورة ترويجية لـ Scooby-Doo و Cyber Chase ؛ بقعة بدائية الفرقلعبة بعنوان "المخبر الافتراضي". ومقطع فيديو موسيقي لـ "سكوبي دو وشاجي لوف تو إيت" ، من تأليف نيلسون بلانشارد وسكوت إينيس، ويؤديه إينيس في شخصية شاجي وسكوبي دو مع جوقة من الأطفال. عُثِر على هذا الفيديو الموسيقي أيضًا في الميزات الإضافية للعديد من أقراص DVD الأخرى من سكوبي دس، وما في ذلك سكوبي دو ومدرسة الغول وسكوبي دو! والمستذئب المتردد . [6]
تمت إعادة إصدار الفيلم على Blu-ray في 29 مارس 2011. كان هذا أول فيلم رسوم متحركة Scooby-Doo يتم إنتاجه بتنسيق عالي الوضوح.
1. ↑  Internet Movie Database (بالإنجليزية), QID:Q37312
2. ↑  قاعدة بيانات الفيلم (باللغات المتعددة), QID:Q20828898